# Modus ponens
Modus ponens är en förkortad form av modus ponendo ponens, som är en slutledningsregel inom satslogiken. Regeln kan formellt skrivas:
{\displaystyle {\frac {P\to Q,\;P}{\therefore Q}}}
vilket betyder att av  två premisser, där den ena är en materiell implikation och den andra är implikationens första led, följer implikationens andra led.
Från premisserna: P→Q och P, kan således slutsatsen Q dras.
Regelns latinska namn har sitt ursprung i att implikationens första led bejakas, ponendo, och att därmed följer, att implikationens andra led kan bejakas, ponens.
Exempel: Från de två premisserna, Om min klocka går rätt, så är tåget försenat och Min klocka går rätt, kan slutsatsen
Tåget är försenat, dras.
Formellt kan regeln även skrivas:
{\displaystyle P\to Q,\;P\;\;\vdash \;\;Q}, där {\displaystyle \vdash } betyder syntaktisk konsekvens eller satslogisk konsekvens.
Regeln uttryckt som en tautologi eller ett teorem i satslogiken skrivs:
{\displaystyle ((P\to Q)\land P)\to Q}